# Wladimir Wojewodski

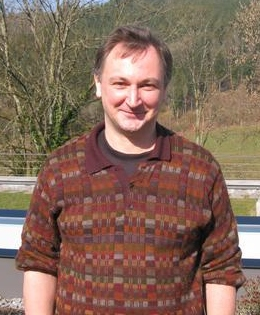
Wladimir Wojewodski (2011)

Wladimir Alexandrowitsch Wojewodski (russisch Владимир Александрович Воеводский, wiss. Transliteration Vladimir Aleksandrovič Voevodskij, meist unter der englischen Schreibweise als Vladimir Voevodsky zitiert; * 4. Juni 1966 in Moskau; † 30. September 2017 in Princeton, New Jersey) war ein US-amerikanischer Mathematiker russischer Herkunft und Fields-Medaillen-Träger. Er arbeitete auf den Gebieten der Homotopietheorie algebraischer Varietäten und motivischen Kohomologie.

## Leben
Sein Vater Alexander Wojewodski war Experimentalphysiker mit einem Labor an einem Institut der sowjetischen Akademie der Wissenschaften, seine Mutter Tatjana Chemieprofessorin an der Lomonossow-Universität. Wojewodski flog mehrmals von der Schule in Moskau, einmal weil er der Ansicht seines Lehrers widersprach, Dostojewski wäre Kommunist gewesen. Er besuchte die Lomonossow-Universität in Moskau mit dem Vordiplom 1989. Da er aus Langeweile nicht alle Kurse besuchte, flog er aber von der Lomonossow-Universität und studierte privat weiter Mathematik. Aufgrund von Veröffentlichungen mit Michail Michailowitsch Kapranow wurde er trotz fehlender formaler akademischer Voraussetzungen und obwohl er sich nicht beworben hatte an der Harvard University auf Vorschlag von Kapranow zugelassen. Kapranow arbeitete an höherer Kategorientheorie und beide bewiesen einen Zusammenhang zwischen {\displaystyle \infty }-Gruppoiden und Homotopietypen, den Alexander Grothendieck in seinem Manuskript Esquisse d’un programme von 1984 vermutet hatte (Voevodsky lernte nach eigenen Angaben nur ein bisschen Französisch für den Zweck den Text zu verstehen). Auch in Harvard besuchte er die vorgeschriebenen Kurse nicht, was aber wegen seiner Forschungsleistung niemand störte und er wurde 1992 promoviert mit der Dissertation Homology of schemes and covariant motives, betreut von David Kazhdan. 1992/1993 war er am Institute for Advanced Study (IAS) in Princeton, New Jersey. Von 1993 bis 1996 war er Junior Fellow und 1996/1997 Gastwissenschaftler Harvard. Er war seit 1998 Mitglied des IAS, wo er seit 2002 Professor war. 1996/97 war er Gastwissenschaftler am Max-Planck-Institut für Mathematik in Bonn und gleichzeitig von 1996 bis 1999 Associate Professor an der Northwestern University. Von 2006 bis 2008 war er Gastwissenschaftler an der Harvard University. Er starb in seinem Haus in Princeton an einem Aneurysma.
Von 1996 bis 1998 war er Sloan Research Fellow, von 1999 bis 2001 Clay Prize Fellow. Er war seit 2004 Ehrenprofessor der Wuhan-Universität und seit 2003 Mitglied der Europäischen Akademie der Wissenschaften.
Er war mit Natalia Shalaby verheiratet und hatte zwei Töchter. Neben Mathematik interessierte er sich unter anderem für Biologie, Naturphotographie und Politik.

## Werk
Wojewodski beschäftigte sich mit den Schnittstellen von algebraischer Geometrie und Topologie, wobei er sich anfangs besonders mit Vermutungen und Ideen von Alexander Grothendieck aus den 1980er Jahren befasste. Zusammen mit Fabien Morel begründete er die Homotopietheorie von Schemata. Er ist Urheber der modernen Formulierung von motivischer Kohomologie und benutzte diese zum Beweis der Milnor-Vermutung. Für diese Arbeit wurde er 2002 zusammen mit Laurent Lafforgue auf dem 24. Internationalen Mathematikerkongress in Peking mit der Fields-Medaille ausgezeichnet. 1998 hielt er einen Plenarvortrag auf dem Internationalen Mathematikerkongress in Berlin (A1-Homotopy Theory). In Fortführung seines Beweises der Milnor-Vermutung bewies er auch mit Markus Rost die Bloch-Kato-Vermutung (über die galoiskohomologische Beschreibung von Milnor-K-Gruppen, die Milnor-Vermutung ist ein Teilaspekt davon).
Die Existenz motivischer Kohomologie wurde in einer Arbeit von Alexander Beilinson, Robert MacPherson und Vadim Schechtman 1987 vermutet. Wojewodski arbeitete daran mit Kapranow und als dieser Anfang der 1990er Jahre zur Cornell University ging alleine. Auf diesem Gebiet gab es mehrere Beweisversuche, die sich später als fehlerhaft erwiesen, unter anderem von Spencer Bloch 1986. Das Gebiet galt daher als spekulativ und unsicher. Die vielen Fehler und die Komplexität der Beweise führten später dazu, dass Wojewodski eine eigene (topologische) Theorie automatischer mathematischer Beweise entwickelte. Der von Wojewodski mit Eric Friedlander und Andrei Suslin beschrittene Weg umging das fehlerhafte Lemma von Spencer Bloch und basierte stattdessen auf einer Arbeit von Wojewodski Cohomological Theory of Presheaves with Transfers von 1992/93. Auch die Arbeit erwies sich als fehlerhaft, wie Pierre Deligne und Wojewodski entdeckten, als Wojewodski 1999/2000 darüber am IAS Vorlesungen hielt. Der Fehler konnte von Wojewodski aber korrigiert werden und ein korrekter Beweis 2006 veröffentlicht werden. Dass Wojewodskis grundlegende Arbeit seit 1993 vorlag, der Fehler aber erst um 2000 auffiel war ein Hauptmotiv für Wojewodski, sich bald darauf mit Computer-assistierten Beweisen zu befassen. Auch in seiner Arbeit über {\displaystyle \infty }-Gruppoide von 1989 mit Kapranow fand sich später ein Fehler, was Wojewodski in seinem Misstrauen gegenüber dem System gegenseitigen Vertrauens bei veröffentlichten Beweisen reputabler Mathematiker bestärkte. Hinzu kam, dass er sich in den 2000er Jahren mit höherdimensionaler Kategorientheorie befasste, was zu sehr technischen und umfangreichen Beweisen führte mit entsprechender Anfälligkeit für schwer zu entdeckende Fehler. Nach eigenen Worten stoppte er seine überwiegend von der Neugier auf noch nicht entdeckte Strukturen getriebene Forschung und wandte sich der Frage zu, wie die Beweissicherheit mit Computern verbessert werden konnte. Das Gebiet war nach Wojewodski damals (Anfang der 2000er Jahre) unter reinen Mathematikern verpönt, wenige arbeiteten daran (wie Thomas Hales und Carlos Simpson) und die damals existierenden Beweisassistenten waren für die Art mathematischer Forschung, die Wojewodski im Auge hatte ungeeignet. Wojewodski erkannte, dass dazu eine neue Grundlegung der Mathematik erforderlich war, die bis dahin auf Prädikatenlogik und Zermelo-Fraenkel-Mengenlehre einerseits und Kategorientheorie andererseits beruhte. Die Erkenntnis, dass auch die Kategorientheorie unzureichend war, kostete dabei Wojewodski nach eigenen Worten die größte Überwindung. Die Analoga von Mengen in höheren Dimensionen waren nicht, wie er bis dahin dachte, Kategorien, sondern Gruppoide.
Die neue univalente Grundlegung der Mathematik basierte auf zwei Grundlagen. Einerseits ein deduktives formales Beweissystem, das sich am Kalkül induktiver Konstruktionen (CIC) von Thierry Coquand, dem Entwickler des Beweisassistenten Coq (ab Ende der 1980er Jahre, er basierte noch auf konventioneller Typentheorie), orientierte, andererseits eine Interpretation der Sätze des formalen Systems mit der Homotopietypentheorie (HoTT), eine Verbindung von Homotopietheorie zur Typentheorie. Eine dritte Komponente, die nach Wojewodski am wenigsten verstanden wird und am tiefsten liegt, ist die Kodierung mathematischer Fragen in diese Homotopietypen, wobei er hier wieder auf seine Arbeit mit Kapranow über {\displaystyle \infty }-Gruppoide zurückgreift. Wojewodski arbeitete an dieser Theorie seit 2005 und präsentierte sie erstmals öffentlich im November 2009 bei einem Vortrag an der Ludwig-Maximilians-Universität München. Ab 2012/13 organisierte er ein Programm dazu am IAS.
Die neue Theorie, die weit entfernte Gebiete wie Topologie und Theorie der Programmiersprachen und mathematische Logik verbindet, fand große Aufmerksamkeit und Wojewodski wurde zur zentralen Person einer Schule von Mathematikern, die an dieser neuen Grundlegung der Mathematik arbeiteten. Unter anderem benutzte sie Wojewodski für die Entwicklung von programmierbaren Beweisassistenten für Mathematiker zur Entwicklung abstrakter mathematischer Theorien und wandte sie auch in seiner eigenen Forschung an.
Um 2005 beschäftigte er sich auch mit Populationsgenetik und daraus erwachsend mit einem neuen kategorientheoretischen Zugang zur Wahrscheinlichkeitstheorie.

## Schriften
- mit Andrei Suslin und Eric M. Friedlander: Cycles, transfers, and motivic homology theories. Annals of Mathematics Studies Vol. 143. Princeton University Press (2000).
- Motivic Homotopy Theory. In: Björn Dundas, Marc Levine u. a. (Hrsg.) Motivic homotopy theory, (Summer School Nordfjordeid, Norwegen, 2002), Springer 2006
- {\displaystyle A^{1}}-homotopy theory. Proceedings of the International Congress of Mathematicians, Vol. I (Berlin, 1998). Doc. Math. 1998, Extra Vol. I, S. 579–604.
- mit Carlo Mazza, Charles Weibel Lectures on Motivic Cohomology, 1999/2000
- mit Suslin Bloch-Kato conjecture and motivic cohomology with finite coefficients
- mit Suslin: Singular homology of abstract algebraic varieties. Invent. Math. 123 (1996), Nr. 1, S. 61–94.
- mit Fabien Morel: {\displaystyle A^{1}}-homotopy theory of schemes. Inst. Hautes Études Sci. Publ. Math. Nr. 90 (1999), S. 45–143 (2001).
- Motivic cohomology groups are isomorphic to higher Chow groups in any characteristic. Int. Math. Res. Not. 2002, Nr. 7, S. 351–355.
- Reduced power operations in motivic cohomology. Publ. Math. Inst. Hautes Études Sci. Nr. 98 (2003), S. 1–57.
- Motivic cohomology with Z/2-coefficients. Publ. Math. Inst. Hautes Études Sci. Nr. 98 (2003), S. 59–104.
- mit D. Orlov und A. Vishik: An exact sequence for K*M/2 with applications to quadratic forms. Ann. of Math. (2) 165 (2007), Nr. 1, S. 1–13.
- Motivic Eilenberg-Maclane spaces. Publ. Math. Inst. Hautes Études Sci. Nr. 112 (2010), S. 1–99.
- On motivic cohomology with Z/l-coefficients. Ann. of Math. (2) 174 (2011), Nr. 1, S. 401–438.
- Lectures on Motivic Cohomology, 1999/2000, Clay Monographs in Mathematics, AMS, Band 2, 2006